# Władimir Potkin
Władimir Aleksiejewicz Potkin, ros. Владимир Алексеевич Поткин (ur. 28 czerwca 1982 w Rybińsku) – rosyjski szachista, arcymistrz od 2001 roku.

## Kariera szachowa
Pomiędzy 1999 a 2002 r. kilkukrotnie reprezentował Rosję na mistrzostwach świata i Europy juniorów, największy sukces osiągając w 2002 r. w Kallithei, gdzie na ME do 18 lat zdobył brązowy medal. W 2011 r. odniósł największy sukces w karierze, zdobywając w Aix-les-Bains tytuł indywidualnego mistrza Europy.
Do innych międzynarodowych sukcesów Władimira Potkina należą:
- dz. II m. w Pardubicach – pięciokrotnie
2000, za Michaiłem Gurewiczem, wspólnie z m.in. Walerijem Niewierowem, Tomasem Oralem i Jirim Stockiem,
2003, za Vlastimilem Babulą, wspólnie z m.in. Ernesto Inarkiewem, Wadimem Małachatko i Władimirem Burmakinem,
2004, za Siergiejem Grigoriancem, wspólnie z m.in. Davidem Navarą, Dusko Pavasoviciem, Bartoszem Soćko i Zbynkiem Hrackiem,
2005, za Andrejem Kawalouem, wspólnie z Jewgienijem Najerem, Aleksandrem Charitonowem i Siergiejem Azarowem,
2006, za Stanisławem Nowikowem, wspólnie z m.in. Jewgienijem Tomaszewskim, Grzegorzem Gajewskim, Pawłem Czarnotą i Michaiło Oleksienko,
- dz. I m. w Sautron – dwukrotnie
2005, wspólnie z Jakowem Gellerem i Witalijem Koziakiem(inne języki),
2007, wspólnie z Witalijem Koziakiem, Davidem Pruessem(inne języki) i Faridem Abbasowem,
- dz. I m. w Kijowie (2001, wspólnie z Władysławem Borowikowem),
- I m. w Lubece (2006),
- dz. I m. w Saratowie (2007, wspólnie z m.in. Aleksiejem Fiodorowem, Aleksiejem Aleksandrowem, Siergiejem Azarowem i Denisem Chismatullinem).

Najwyższy ranking w dotychczasowej karierze osiągnął 1 listopada 2011 r., z wynikiem 2684 punktów zajmował wówczas 62. miejsce na światowej liście FIDE, jednocześnie zajmując 14. miejsce wśród rosyjskich szachistów.